# Gemeentehuis van Laken

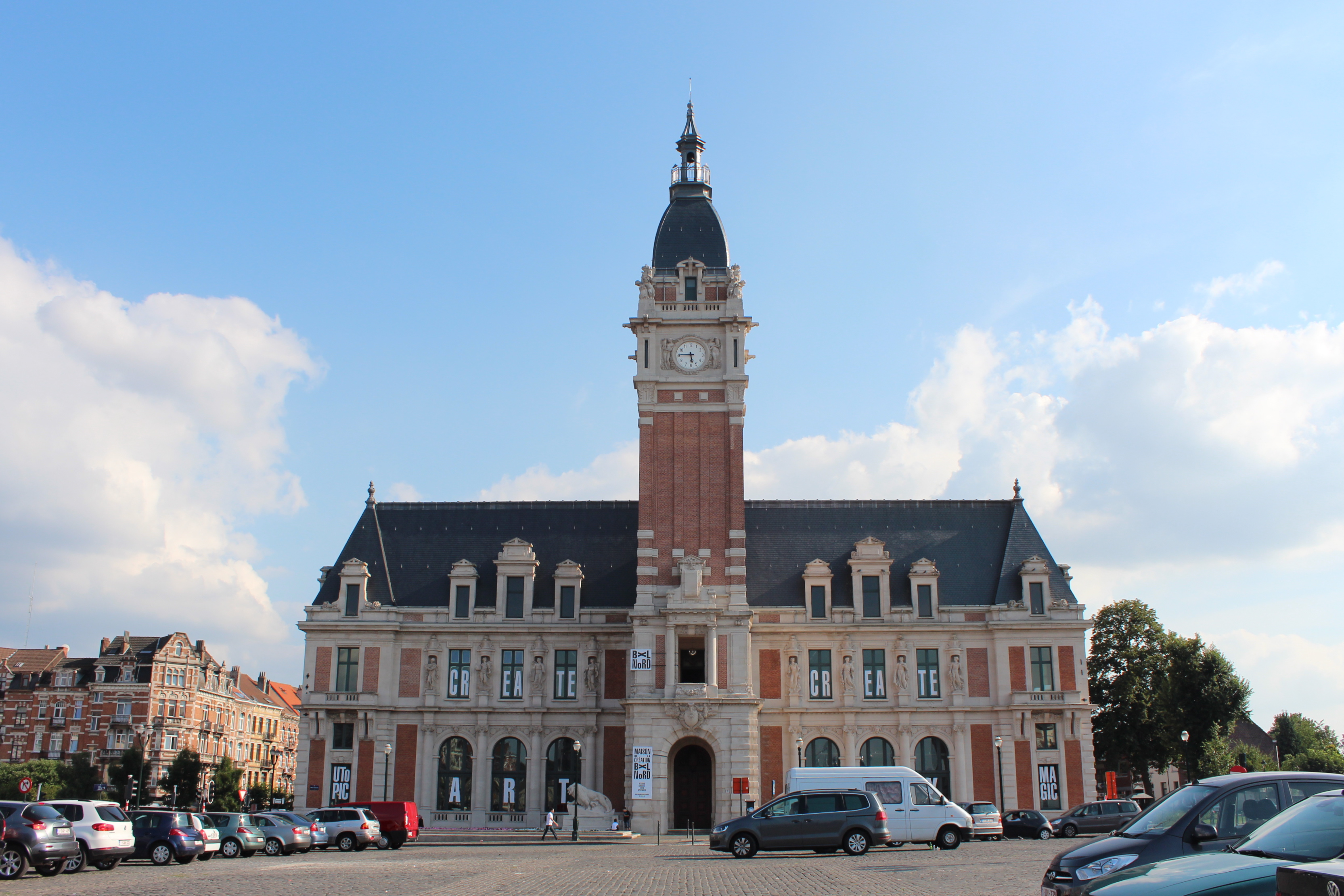
Voorgevel

Het gemeentehuis in 1958

Het gemeentehuis van Laken ligt aan het Émile Bockstaelplein in Laken en is tot stand gekomen in de jaren 1907-12.

## Beschrijving
Het rijzige gebouw in neo-Vlaamse renaissancestijl heeft gevels uit rode baksteen en Euvillesteen en een centrale belforttoren met loggia. Hij wordt geflankeerd door twee keer vier allegorische gevelbeelden van de Lakense kunstenaar Mathieu Desmaré. Ook op de zijgevels zijn er te vinden. De lokettenzaal is omgeven door binnenbalkons over twee verdiepingen en wordt verlicht door een groot rechthoekig dakraam. Binnen zijn de bronzen naaktgroepen De Familie (1909) en De Verloofden (1915) te zien. Met de eerste won Desmaré de Prix de Rome.

## Geschiedenis
Laken besliste in 1903 om een nieuw gemeentehuis op te trekken aan het huidige Strijderssquare. Op vraag van koning Leopold II werd de locatie op het laatste ogenblik gewijzigd. Na een wedstrijd werd het ontwerp in 1907 toevertrouwd aan de architecten Paul Bonduelle en Charley Gilson. De bouw, die 1,5 miljoen frank kostte, was klaar in 1912. Nauwelijks negen jaar later werd Laken aangehecht bij Brussel (1921) en had het als deelgemeente geen gemeentehuis meer nodig. Het gebouw bleef in gebruik als bijkantoor en verbindingsbureau. Naast de stadsdienst was er ook een school, bibliotheek en politiebureau. Bij een renovatie in 2010-11 werd de lokettenzaal in haar oude glorie hersteld en ging ze terug open.

## Voetnoten
1. ↑  Laken krijgt gemeentehuis terug, Brussel Deze Week, 18 augustus 2010